# Двойная проблема
«Двойная проблема» (англ. Double Trouble) — музыкальный фильм 1967 года с участием Элвиса Пресли, Джона Уильямса и Аннетт Дэй в главной роли. Фильм выпущен кинокомпанией «Metro-Goldwyn-Mayer». Премьера фильма состоялась 5 апреля 1967 года.

## Сюжет
Молодой и популярный певец Гай Ламберт (Элвис Пресли) совершает гастрольное турне по Европе. На гастролях, в Лондоне в него влюбляется наследница богатого состояния Джилл Конвей (Аннетт Дэй), отосланная в Бельгию. Находясь за границей, Джилл неожиданно узнаёт о том, что её дядя (Джон Уильямс) охотится за наследством своей племянницы. Узнав об этом, Гай помогает юной девушке справиться с нечестным родственником.

## В ролях
- Элвис Пресли — Гай Ламберт
- Аннетт Дэй — Джилл Конвей
- Джон Уильямс — Геральд Верели
- Ивонн Ромейн — Клэр Данхам
- The Wiere Brothers — играют самих себя
- Чипс Рафферти — Арчи Браун
- Норман Россингтон — Артур Бэбкук
- Монте Лэндис — Джордж
- Майкл Мерфи — Морли
- Леон Эскин — Инспектор де Грут
- Джон Алдерсон — Арктический путешественник
- Стэнли Адамс — Капитан Роуч
- Морис Марсак — Француз
- Уолтер Бурк — Мэйт
- Хелен Уинстон — Герда
- Питер Балакофф — Полисмен, в титрах не указан

## Слоган фильма
«Элвис находит любовь, воровство и веселится вдвойне» (англ. Elvis finds love, larceny and fun on the double).

## Даты премьер
Даты приведены в соответствии с данными kinopoisk.ru.
- США — 5 апреля 1967
- Финляндия — 2 июня 1967
- Дания — 2 октября 1967
- Швеция — 26 декабря 1967
- Германия — 9 января 1986 (Премьера на ТВ)
- Чехия — 3 апреля 2005 (Международный кинофестиваль «Фебио-Фест» в Праге)

## Интересные факты
- Несмотря на то, что действие фильма происходит в основном в Европе и Лондоне, фильм полностью был снят в Голливуде.
- Один из актёров фильма — Норман Россингтон принял участие в съёмках двух поистине исторических и уникальных музыкальных фильмов, включая этот фильм с участием Пресли и популярный псевдо-документальный фильм — «Вечер трудного дня» с участием музыкантов группы The Beatles, где Норман сыграл роль Норма.
- Присцилла Пресли позже утверждала что, когда Элвису сообщили о том, что он должен будет спеть песню «Старый Макдоналд» (англ. Old MacDonald), певец воскликнул «Дошло и до этого?» (англ. It’s come to this?). Он ослабел, когда выяснилось, что песня не войдёт в альбом-саундтрек. Как в большинстве фильмов с участием музыкант в период с 1965-1967 год, Пресли кажется усталым.
- Рабочее название фильма — «Ты убиваешь меня!» (англ. You’re Killing Me!).[2]
- О фильме Пресли говорил: «Я точно не был Джеймсом Бондом в этом фильме, но тогда никто никогда не попросил бы чтобы Шон Коннери спел песню во время ускользания от пуль».[2]

### Рецензии наDVD
- Рецензия Билла Тридвея на сайте DVD Verdict, 3 августа, 2004.
- Рецензия Жона Дэнжира на сайте digitallyobsessed.com, 28 июля, 2004. (англ.)